# Animação limitada

Exemplo de animação limitada inspirada na série The Marvel Super Heroes.

Animação limitada é uma técnica de produção de desenhos animados onde os quadros não são redesenhados inteiramente, mas sim, utilizando as partes comuns entre os quadros. Esse processo é mais rápido e permite que uma série de animação seja produzida com maior agilidade, economizando o tempo e o custo da produção de uma série de desenho animado. A animação limitada é uma técnica oposta à animação total (utilizada nos desenhos animados de Walt Disney), onde os personagens são redesenhados inteiramente, um tipo de animação que tem um custo muito caro e a produção é muito demorada. Na animação limitada, são usados uma arte abstrata, simbolismo e menor número de quadros por segundo, criando movimentos limitados que têm o mesmo efeito narrativo de uma animação total. Entre as décadas de 1960 e 1980, esta técnica teve um renascimento e, juntamente com a animação para adultos e crianças, aumentou o sucesso dos desenhos animados americanos.
O processo de animação limitada procura reduzir o número de desenhos utilizados. No cinema, são utilizados 24 quadros por segundo. Na animação limitada, os desenhos possuem movimentos de 12 quadros por segundo (por vezes, são utilizados movimentos de 10, 8 ou até 6 quadros por segundo).
As técnicas utilizadas para a produção de uma animação limitada com um menor custo são:
- Células e sequências de animação são reutilizadas e repetidas várias vezes - os animadores apenas tem que desenhar um personagem andando uma vez.
- Os personagens são animados em partes, ou seja, apenas são animados as partes do personagem, como a boca, ou os braços. Exemplo: em uma cena onde o personagem está falando, não é necessário redesenhar várias vezes o personagem. Apenas a cabeça ou a boca são redesenhados.
- A imagem está em conjunto com o som: humor verbal e a interpretação da voz são os fatores mais importantes para dar emoção para o personagem.

Essa técnica foi popularizada nos desenhos produzidos pelo estúdio United Productions of America (produtora de Mr. Magoo) e utilizada na maior parte das séries de desenho animado feitas para a televisão, especialmente pela Hanna-Barbera e pela Filmation. O anime japonês usa uma técnica mista de animação total com animação limitada, usando a animação limitada em cenas com falas onde os personagens permanecem parados com pequenos movimentos do cabelo ou roupas em série e nas cenas onde os personagens executam ações engraçadas, enquanto a animação total usado naquelas cenas onde há uma narrativa mais rápida.